# Sang des glaciers
Microalgues des neiges
«  Alpalga » redirige ici. Ne pas confondre avec Alpaga.

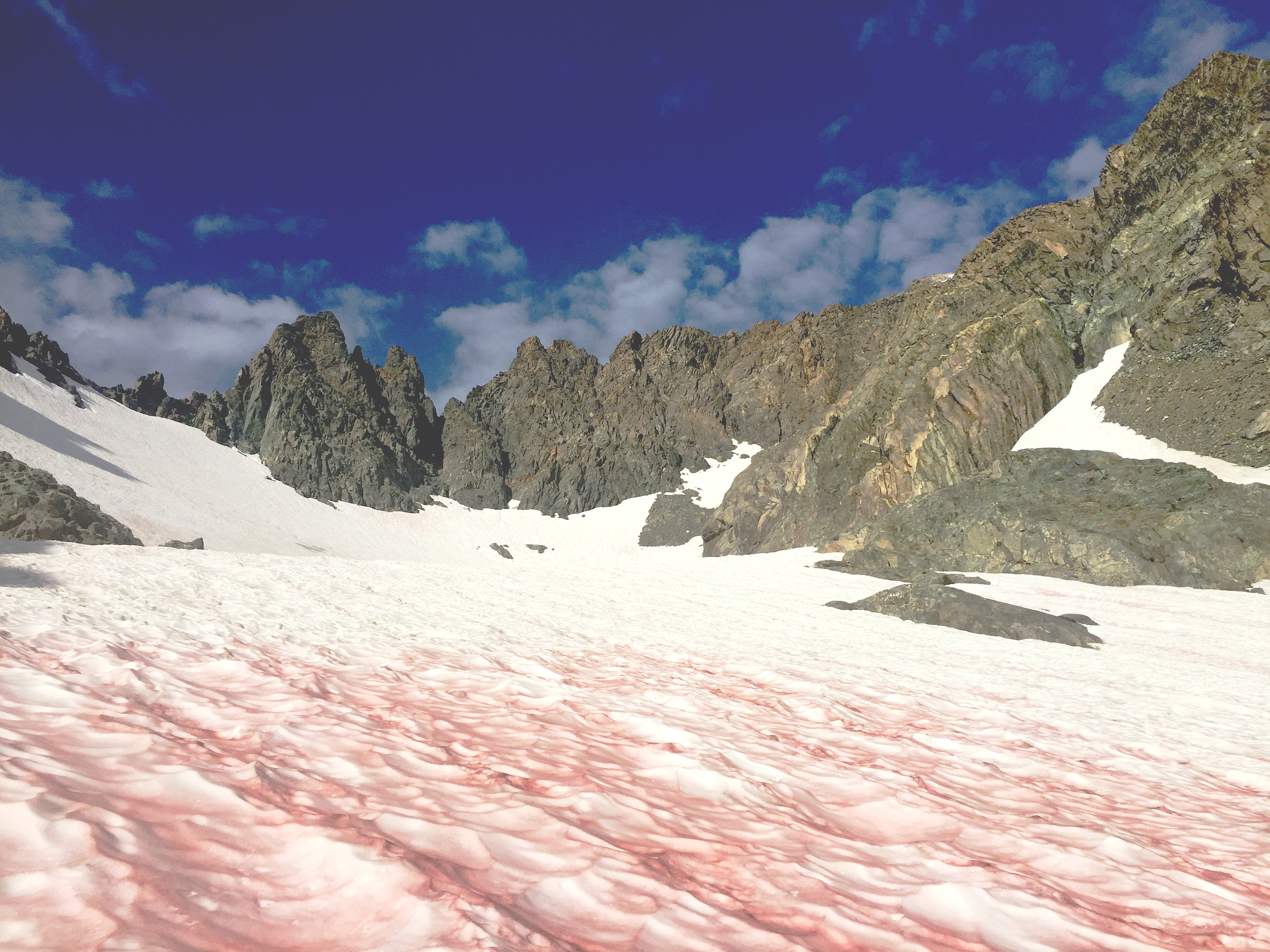
Neige rouge sur le mont Ritter (Sierra Nevada, États-Unis).

On appelle communément « sang des glaciers » la fine couche rouge-orangé qui apparaît parfois sur certaines étendues de vieille neige, comme sur des glaciers, due à des algues des neiges.

## Définition
Il s'agit d'une efflorescence algale, constituée de microalgues classées parmi les algues vertes mais colorées en ocre, orange ou rouge par différents pigments photoprotecteurs. On les appelle des algues des neiges.
Un consortium de chercheurs de différents organismes français, dénommé Alpalga, a été constitué afin d'étudier cet écosystème. Les premiers résultats, publiés en juin 2021, établissent les cartes de répartition d'une cinquantaine d'espèces de chlorophytes sur cinq sites alpins, qui montrent un étagement des populations en fonction de l'altitude. On ne trouve par exemple les espèces du genre Symbiochloris qu'en dessous de 1 500 m, et Planophila laetevirens, Bracteococcus rubercelles et le genre Sanguina qu'au-dessus de 2 000 m,.
Cette coloration diminue l'albédo de la neige, accélère donc la fonte du manteau neigeux concerné, ce qui raccourcit la durée de cet enneigement.